# زهرة الأفعى الشجرية
زهرة الأفعى الشجرية (الاسم العلمي: Echium pininana) هو نوع نباتي يتبع جنس زهرة الأفعى ضمن الفصيلة الحِمحِمية من طائفة ثنائيات الفلقة.